# 배우자

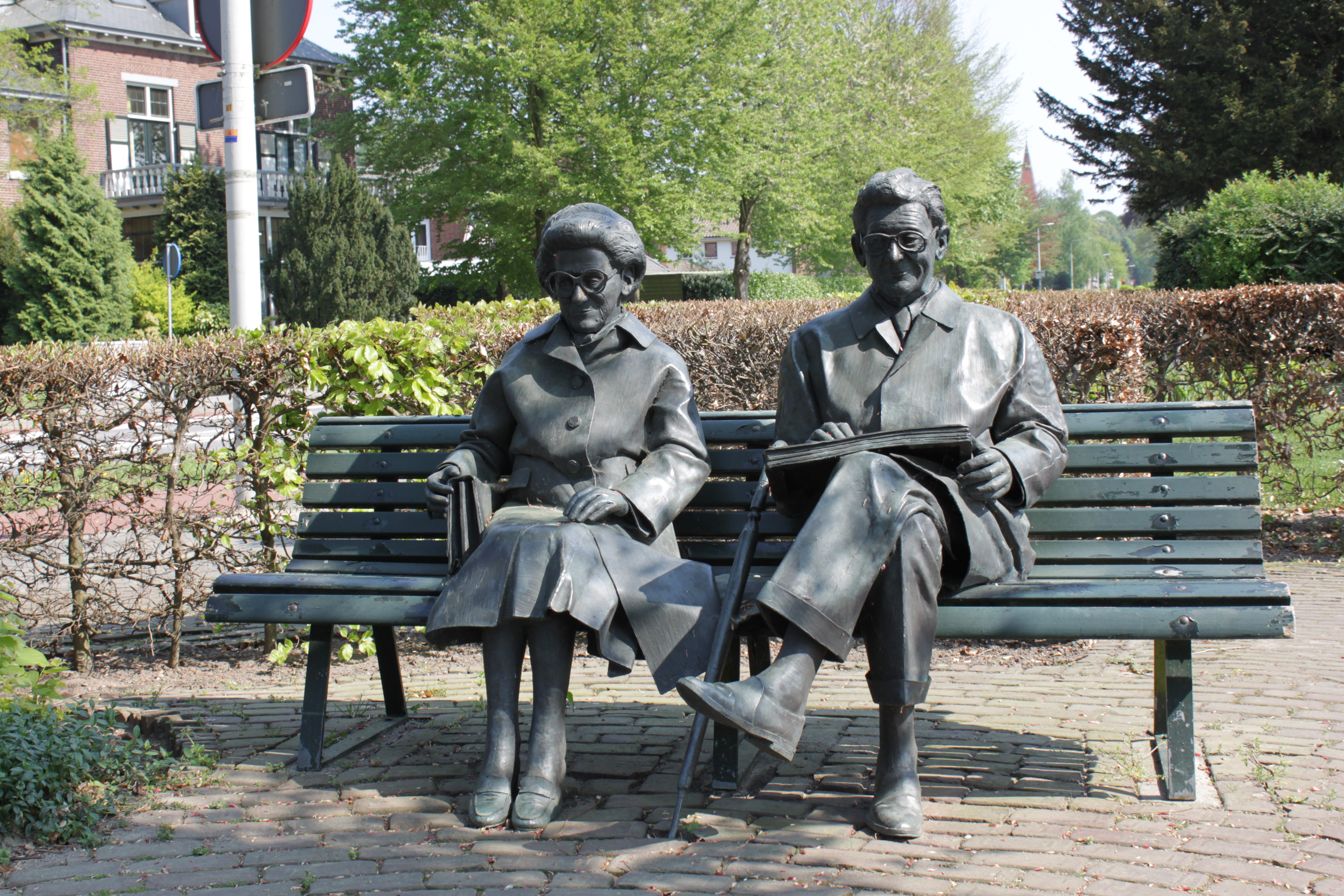

배우자(配偶者)는 혼인의 상대방을 말한다. 대한민국에서 배우자는 친족에 포함되며, 촌수는 무촌관계이다. 배우자 관계는 혼인신고가 이루어져야 성립되며, 혼인이 해소되면 이 관계는 상실된다. 이에 따라 혼인신고가 이루어지지 않은 관계는 배우자가 아닌 내연관계이다. 한편 유럽이나 미국에서는 배우자를 친족에 포함시키는 입법례가 존재하지 않는다.

## 같이 보기
- 대한민국의 대통령 배우자
- 영국의 군주 배우자
- 프랑스의 군주 배우자
- 잉글랜드의 군주 배우자
- 스페인의 군주 배우자 목록
- 오스트리아의 군주 배우자
- 러시아의 군주 배우자 목록
- 그리스 왕국의 군주 배우자
- 네덜란드의 군주 배우자
- 양시칠리아의 군주 배우자
- 벨기에의 군주 배우자
- 루마니아의 군주 배우자
- 브라질의 군주 배우자